# God is niet groot
God is niet groot: Hoe religie alles vergiftigt (oorspronkelijke Engelse titel: God is not Great: How Religion Poisons Everything) is de titel van een non-fictieboek uit 2007, dat werd geschreven door de Brits-Amerikaanse journalist Christopher Hitchens.

## Doelstelling
Hitchens houdt in God is niet groot een ongeveer 300 pagina's durend betoog tegen de vermeende (al dan niet humanitaire) waarden van georganiseerde religie. Dit doet hij door argumenten aan te voeren waarom beweringen vanuit het georganiseerde geloof ofwel schadelijk, ofwel incorrect zijn, ofwel niet opwegen tegen de waarden van niet-religieuze tegenhangers. Door nauwkeurige analyse van belangrijke religieuze teksten komt hij tot de conclusie dat religie niet meer is dan de verbeelding van de vroege mensheid die antwoorden zocht op de grote vragen en tegenwoordig de maatschappij verziekt, oorzaak is van gevaarlijke seksuele, maatschappelijke en politieke repressie, vijandig tegenover de wetenschap en vrij onderzoek staat, een belediging van de rede is en de bakermat van de beschaving miskent.

## Motto
Hitchens stelt in zijn inleiding dat hij zich niet met religieuze overtuigingen zou bemoeien, als religie in staat zou zijn niet-religieuze levensovertuigingen dezelfde dienst te bewijzen. Dat is echter fundamenteel niet het geval, waardoor, zo zegt Hitchens, hij de pen oppakte.

## Inhoud
1. En dan druk ik me nog mild uit (inleiding)
2. Religie is dodelijk
3. Een korte uitweiding over het varken; of waarom de hemel ham haat
4. Opmerking over de gezondheid, waarvoor religie een gevaar kan zijn
5. Wat de religie over metafysica beweert, is onjuist
6. Het godsbewijs uit de schepping
7. Openbaring: het 'Oude' Testament is een nachtmerrie
8. Het 'Nieuwe' Testament verdrijft het kwaad uit het 'Oude' Testament
9. De koran heeft mythen van de joden en de christenen geleend
10. De wonderen zijn de wereld uit en de hel is niet wat hij geweest is
11. "De stempel van hun lage afkomst": de zwakke basis van religie
12. Een coda: hoe religies aan hun einde komen
13. Zet religie mensen ertoe aan zich beter te gedragen?
14. De 'oosterse' oplossing bestaat niet
15. Religie als erfzonde
16. Is religie een vorm van kindermisbruik?
17. Om tegenwerpingen vóór te zijn: een 'pleidooi' tegen secularisme
18. Een mooiere traditie: het verzet van het gezond verstand
19. Conclusie: er is een nieuwe Verlichting nodig